# Atalanta Bergamasca Calcio 1947-1948
Questa pagina raccoglie i dati riguardanti l'Atalanta Bergamasca Calcio nelle competizioni ufficiali della stagione 1947-1948.

## Stagione
L'Atalanta chiude il campionato 1947-1948 al quinto posto, ottenendo il suo secondo miglior piazzamento in oltre cent'anni di storia, che sarebbe stato superato solo dalla quarta posizione del campionato 2016-2017. L'allenatore è ancora il confermatissimo Ivo Fiorentini mentre si rivedono a Bergamo giocatori come Cominelli e Fabbri che avevano fatto bene negli anni precedenti. Iniziano i rapporti con la Juventus: vanno a Torino Kincses e Cergoli, mentre Astorri e Korostelev fanno il percorso inverso.
La stagione è ricca di soddisfazioni, come le vittorie contro il Grande Torino, il Milan, il Bologna e l'Inter (0-3 a San Siro).
Trascinatori della squadra sono Cominelli, Schiavi e Fabbri, con Casari e Mari convocati nella nazionale olimpica a Londra 1948, e Astorri capocannoniere della stagione.

## Organigramma societario
Area direttiva
- Presidente: Daniele Turani

Area tecnica
- Allenatore: Ivo Fiorentini

Area sanitaria
- Massaggiatore: Leone Sala

## Rosa
| N. |                   | Ruolo | Calciatore       |
| -- | ----------------- | ----- | ---------------- |
|    | Italia (bandiera) | P     | Giuseppe Casari  |
|    | Italia (bandiera) | P     | Pietro Mosca     |
|    | Italia (bandiera) | D     | Alberto Citterio |
|    | Italia (bandiera) | D     | Sergio Manente   |
|    | Italia (bandiera) | C     | Luigi Bertoli    |
|    | Italia (bandiera) | C     | Severo Cominelli |
|    | Italia (bandiera) | C     | Giacomo Mari     |
|    | Italia (bandiera) | C     | Sandro Medolago  |
|    | Italia (bandiera) | C     | Renato Miglioli  |
|    | Italia (bandiera) | C     | Francesco Randon |
|    | Italia (bandiera) | C     | Vittorio Schiavi |

| N. |                           | Ruolo | Calciatore        |
| -- | ------------------------- | ----- | ----------------- |
|    | Italia (bandiera)         | C     | Paolo Tabanelli   |
|    | Italia (bandiera)         | C     | Paolo Todeschini  |
|    | Italia (bandiera)         | A     | Mario Astorri     |
|    | Italia (bandiera)         | A     | Onorio Busnelli   |
|    | Italia (bandiera)         | A     | Andrea Cagnoni    |
|    | Italia (bandiera)         | A     | Edmondo Fabbri    |
|    | Cecoslovacchia (bandiera) | A     | Július Korostelev |
|    | Italia (bandiera)         | A     | Arnaldo Salvi     |
|    | Italia (bandiera)         | A     | Sergio Scudeler   |
|    | Italia (bandiera)         | A     | Tullio Zuppet     |

## Calciomercato
| Acquisti | Acquisti          | Acquisti    | Acquisti   |
| R.       | Nome              | da          | Modalità   |
| -------- | ----------------- | ----------- | ---------- |
| P        | Pietro Mosca      | Piombino    | definitivo |
| C        | Severo Cominelli  | Inter       | definitivo |
| C        | Renato Miglioli   | Gallaratese | definitivo |
| A        | Mario Astorri     | Juventus    | definitivo |
| A        | Onorio Busnelli   | Piombino    | definitivo |
| A        | Edmondo Fabbri    | Sampdoria   | definitivo |
| A        | Július Korostelev | Juventus    | definitivo |
| A        | Sergio Scudeler   | Giorgione   | definitivo |

| Cessioni | Cessioni          | Cessioni  | Cessioni   |
| R.       | Nome              | a         | Modalità   |
| -------- | ----------------- | --------- | ---------- |
| P        | Pietro Dentella   | Palazzolo | definitivo |
| P        | Pierino Fuzzi     | Centese   | definitivo |
| D        | Aulo Fogar        | Mantova   | definitivo |
| D        | Attilio Gallo     | Brescia   | definitivo |
| C        | Antonio Bacchetti | Lucchese  | definitivo |
| C        | Benito Meroni     | Treviso   | definitivo |
| C        | Cesare Meucci     | Treviso   | definitivo |
| A        | Francesco Cergoli | Juventus  | definitivo |
| A        | Bruno Dazzi       | Fidenza   | definitivo |
| A        | Mihály Kincses    | Juventus  | definitivo |
| A        | Luciano Loschi    | Cosenza   | definitivo |
| A        | Sándor Olajkár    | Lecco     | definitivo |

## Risultati

### Serie A

#### Girone di andata
| Arbitro: | Bernardi (Bologna) |

|                                        |           |                 |
| Korostelev 11’ Schiavi 14’ Astorri 43’ | Marcatori | 74’ Tontodonati |

| Arbitro: | Galeati (Bologna) |

|              |           |               |
| Cominelli 6’ | Marcatori | 26’ Quaresima |

| Arbitro: | Agnolin (Bassano del Grappa) |

|                                     |           |             |
| Biavati 15’ Gritti 35’ Cappello 54’ | Marcatori | 65’ Astorri |

| Arbitro: | Pizzato (Mestre) |

|               |           |  |
| Boniperti 35’ | Marcatori |  |

| Arbitro: | Dellarole (Roma) |

|                           |           |             |
| Fabbri 16’ Korostelev 21’ | Marcatori | 47’ Pernigo |

| Arbitro: | Marchetti (Milano) |

|              |           |  |
| Bassetto 35’ | Marcatori |  |

| Arbitro: | Silvano (Torino) |

|                                 |           |          |
| Amadei 2’, 61’ Ferrari 56’, 68’ | Marcatori | 90’ Mari |

| Bergamo 2 novembre 1947, ore ? 8ª giornata | Atalanta         | 0 – 0 | Alessandria | Stadio Comunale\| Arbitro: \| Tassini (Verona) \| |
| Arbitro:                                   | Tassini (Verona) |       |             |                                                   |

| Arbitro: | Zilli (Reggio Emilia) |

|               |           |  |
| Puricelli 71’ | Marcatori |  |

| Bergamo 23 novembre 1947, ore ? 10ª giornata | Atalanta      | 0 – 0 | Salernitana | Stadio Comunale\| Arbitro: \| Massai (Pisa) \| |
| Arbitro:                                     | Massai (Pisa) |       |             |                                                |

| Arbitro: | Valsecchi (Milano) |

|           |           |              |
| Ferri 67’ | Marcatori | 11’ Scudeler |

| Arbitro: | Zambotto (Padova) |

|                                                |           |  |
| Tabanelli 5’, 71’ Fabbri 22’ Busnelli 56’, 88’ | Marcatori |  |

| Arbitro: | Dattilo (Roma) |

|           |           |  |
| Salvi 18’ | Marcatori |  |

| Arbitro: | Maurelli (Roma) |

|                      |           |                  |
| Salvi 50’ Fabbri 60’ | Marcatori | 74’ Di Benedetti |

| Arbitro: | Cambi (Livorno) |

|                           |           |  |
| Miglioli 41’ Busnelli 87’ | Marcatori |  |

| Arbitro: | Gamba (Napoli) |

|                        |           |          |
| Dalla Torre 58’ (rig.) | Marcatori | 65’ Mari |

| Arbitro: | Savio (Torino) |

|                        |           |  |
| Bollano 5’ Galassi 56’ | Marcatori |  |

| Arbitro: | Bertolio (Torino) |

|                                  |           |            |
| Astorri 56’, 89’ Mari 65’ (rig.) | Marcatori | 74’ Gimona |

| Arbitro: | Bellè (Venezia) |

|                     |           |                     |
| Fabbri 24’ Mari 48’ | Marcatori | 41’, 50’ Turconi II |

| Arbitro: | Massai (Pisa) |

|              |           |              |
| Trevisan 14’ | Marcatori | 59’ Miglioli |

#### Girone di ritorno
| Arbitro: | Gemini (Roma) |

|                                                  |           |  |
| Spadavecchia 32’ Cominelli 35’ (aut.) Hrotkó 85’ | Marcatori |  |

| Arbitro: | Agnolin (Bassano del Grappa) |

|  |           |                                            |
|  | Marcatori | 24’ (rig.) Mari 56’ (aut.) Pian 75’ Fabbri |

| Arbitro: | Scotto (Savona) |

|              |           |  |
| Miglioli 78’ | Marcatori |  |

| Bergamo 7 marzo 1948, ore ? 25ª giornata | Atalanta        | 0 – 0 | Juventus | Stadio Comunale\| Arbitro: \| Bellè (Venezia) \| |
| Arbitro:                                 | Bellè (Venezia) |       |          |                                                  |

| Arbitro: | Maurelli (Roma) |

|                              |           |  |
| Bertoni 62’ Sentimenti V 78’ | Marcatori |  |

| Arbitro: | Canavesio (Torino) |

|                 |           |  |
| Randon 12’, 82’ | Marcatori |  |

| Arbitro: | Bernardi (Bologna) |

|               |           |            |
| Cominelli 50’ | Marcatori | 75’ Amadei |

| Arbitro: | Agnolin (Bassano del Grappa) |

|  |           |             |
|  | Marcatori | 73’ Astorri |

| Arbitro: | Pieri (Trieste) |

|            |           |  |
| Randon 61’ | Marcatori |  |

| Salerno 25 aprile 1948, ore ? 31ª giornata | Salernitana            | 0 – 0 | Atalanta | Stadio Comunale\| Arbitro: \| Poggipollini (Ferrara) \| |
| Arbitro:                                   | Poggipollini (Ferrara) |       |          |                                                         |

| Arbitro: | Gamba (Napoli) |

|                                                        |           |  |
| Fabbri 48’ Schiavi 53’ Korostelev 58’ Astorri 67’, 85’ | Marcatori |  |

| Arbitro: | Longagnani (Modena) |

|           |           |                |
| Conti 17’ | Marcatori | 65’ Korostelev |

| Arbitro: | Zilli (Reggio Emilia) |

|                                           |           |  |
| Mazzola 13’, 24’ Menti II 78’ Gabetto 90’ | Marcatori |  |

| Arbitro: | Zelocchi (Modena) |

|              |           |             |
| Barbieri 79’ | Marcatori | 55’ Astorri |

| Arbitro: | Cappucci (Roma) |

|              |           |  |
| Conti II 28’ | Marcatori |  |

| Arbitro: | Dattilo (Roma) |

|                      |           |               |
| Randon 3’ Fabbri 13’ | Marcatori | 77’ Trevisani |

| Arbitro: | Savio (Torino) |

|             |           |  |
| Manente 77’ | Marcatori |  |

| Arbitro: | Agnolin (Bassano del Grappa) |

|                      |           |  |
| Tre Re 59’ Piana 85’ | Marcatori |  |

| Arbitro: | Pasinetti (Roma) |

|                             |           |  |
| Antoniotti 27’ Candiani 84’ | Marcatori |  |

| Arbitro: | Neri (Vicenza) |

|                                              |           |              |
| Astorri 32’ Fabbri 37’ Korostelev 74’ (rig.) | Marcatori | 86’ Trevisan |

## Statistiche

### Statistiche di squadra
| Competizione | Punti | In casa | In casa | In casa | In casa | In casa | In casa | In trasferta | In trasferta | In trasferta | In trasferta | In trasferta | In trasferta | Totale | Totale | Totale | Totale | Totale | Totale | DR |
| Competizione | Punti | G       | V       | N       | P       | Gf      | Gs      | G            | V            | N            | P            | Gf           | Gs           | G      | V      | N      | P      | Gf     | Gs     | DR |
| ------------ | ----- | ------- | ------- | ------- | ------- | ------- | ------- | ------------ | ------------ | ------------ | ------------ | ------------ | ------------ | ------ | ------ | ------ | ------ | ------ | ------ | -- |
| Serie A      | 44    | 20      | 14      | 6       | 0       | 37      | 10      | 20           | 2            | 6            | 12           | 11           | 31           | 40     | 16     | 12     | 12     | 48     | 41     | +7 |

### Statistiche dei giocatori
| Giocatore     | Serie A  | Serie A |
| Giocatore     | Presenze | Reti    |
| ------------- | -------- | ------- |
| M. Astorri    | 31       | 9       |
| L. Bertoli    | 2        | 0       |
| O. Busnelli   | 16       | 3       |
| A. Cagnoni    | 2        | 0       |
| G. Casari     | 36       | -36     |
| A. Citterio   | 38       | 0       |
| S. Cominelli  | 33       | 2       |
| E. Fabbri     | 33       | 8       |
| J. Korostelev | 18       | 5       |
| S. Manente    | 40       | 1       |
| G. Mari       | 40       | 4       |
| S. Medolago   | 1        | 0       |
| R. Miglioli   | 37       | 4       |
| P. Mosca      | 4        | -5      |
| F. Randon     | 21       | 4       |
| A. Salvi      | 10       | 2       |
| V. Schiavi    | 34       | 2       |
| S. Scudeler   | 3        | 1       |
| P. Tabanelli  | 10       | 2       |
| P. Todeschini | 30       | 0       |
| T. Zuppet     | 1        | 0       |